# Вулиця Комбайнерів (Київ)
Ву́лиця Комбайне́рів — вулиця у Солом'янському районі міста Києва, місцевість Новокараваєві дачі. Пролягає від вулиці Тетяни Яблонської до Ніжинської вулиці. 
Прилучаються вулиці Академіка Тутковського, Долинна і Миронівська.

## Історія
Виникла на початку ХХ століття під назвою 12-а Дачна лінія. Сучасна назва — з 1955 року. 